# Xã Green, Quận Clinton, Ohio
Xã Green (tiếng Anh: Green Township) là một xã thuộc quận Clinton, tiểu bang Ohio, Hoa Kỳ. Năm 2010, dân số của xã này là 2.473 người.